# Bandera de Sucre (Colombia)
La bandera de Sucre es el principal símbolo oficial del departamento colombiano de Sucre. Fue adoptada por medio del decreto 376 del 2 de julio de 1974. Consta de dos franjas horizontales iguales, siendo la superior de color verde y la inferior de color blanco.
El color verde representa la prosperidad y el blanco representa la paz.